# Berlinale 1995
La Berlinale 1995, 45e édition du festival international du film de Berlin (45. Internationalen Filmfestspiele Berlin), s'est tenue du 9 au 20 février 1995.

## Jury
- Lia van Leer  Israël, présidente du jury
- Guéorgui Dioulguérov  Bulgarie
- Gaowa Siqin  Chine
- Alfred Hirschmeier  Allemagne
- Christiane Hörbiger  Allemagne
- Vadim Ioussov  Russie
- Michael Kutza  États-Unis
- Pilar Miró  Espagne
- Tsai Ming-liang  Taïwan

## Sélections

### Compétition
La sélection officielle en compétition se compose de 23 films.
- Before Sunrise de Richard Linklater  États-Unis
- Butterfly Kiss de Michael Winterbottom  Royaume-Uni
- Coup de lune (Colpo di luna) d'Alberto Simone  Italie
- El callejón de los milagros de Jorge Fons  Mexique
- El rey del río de Manuel Gutiérrez Aragón  Espagne
- Gui tu de Leung Pun-hei  Hong Kong
- Hades de Herbert Achternbusch  Allemagne
- Blush (Hong fen) de Li Shaohong  Chine
- Red Rose White Rose (Hong mei gui bai mei gui) de Stanley Kwan  Hong Kong
- L'Appât de Bertrand Tavernier  France
- Les Cent et Une Nuits de Simon Cinéma d'Agnès Varda  France
- Un homme presque parfait (Nobody's Fool) de Robert Benton  États-Unis
- Une pièce pour un passager (Pesa dlya passazhira) de Vadim Abdrachitov  Russie
- Sh'Chur de Shmuel Hasfari  Israël
- Silent Fall de Bruce Beresford  États-Unis
- Smoke de Wayne Wang  États-Unis
- Les Monts Taebaek (Taebaek sanmaek) d'Im Kwon-taek  Corée du Sud
- The Addiction d'Abel Ferrara  États-Unis
- L'Été des secrets (Ti kniver i hjertet) de Marius Holst  Norvège
- Transatlantis de Christian Wagner  Allemagne
- Un bruit qui rend fou d'Alain Robbe-Grillet et Dimitri de Clercq  France
- When Night Is Falling de Patricia Rozema  Canada
- Neige d'été (Nu ren si shi) d'Ann Hui  Hong Kong

### Hors compétition
4 films sont présentés hors compétition.
- Les Années du mur (Das Versprechen) de Margarethe von Trotta
- Quiz Show de Robert Redford
- Anekdote aus dem letzten preußischen Kriege de Zoltan Spirandelli (court métrage)
- Wintergartenprogramm de Max et Emil Skladanowsky (court métrage)

## Palmarès
- Ours d'or : L'Appât de Bertrand Tavernier
- Ours d'argent (Grand prix du jury) : Smoke de Wayne Wang (et mention spéciale pour Harvey Keitel)
- Ours d'argent du meilleur acteur : Paul Newman pour Un homme presque parfait (Nobody's Fool)
- Ours d'argent de la meilleure actrice : Josephine Siao pour Summer Snow
- Ours d'argent du meilleur réalisateur : Richard Linklater pour Before Sunrise

- Ours d'or d'honneur : Alain Delon
- Caméra de la Berlinale : Eleanor Keaton